# 데이비드 딩킨스
데이비드 노먼 딩킨스(David Norman Dinkins, 1927년 7월 10일~2020년 11월 23일)는 아프리카계 미국인으로서 처음으로 뉴욕의 시장(1990~1994)을 지낸 미국의 민주당 정치인이다.
하워드 대학교에서 수학 학사학위를 취득하였다. 1956년 브루클린 법학 대학원을 졸업하고, 1965년 뉴욕주 의회에 선출되어 1년간 근무하였다. 1975년부터 1985년까지 뉴욕의 서기로 있다가, 맨해튼의 총재가 되었다.
1989년 시장 선거에서 민주당 후보로 나가, 루돌프 줄리아니 후보를 꺾고 시장에 당선되었다. 그는 투쟁을 해결하는 능력있기로 잘 알려진 자유주의자였다.
1993년 재선을 향하였으나, 줄리아니에게 패하여 시장직에서 물러났다.

## 어린 시절과 교육
뉴저지주 트렌턴에서 태어난 딩킨스는 세라 "샐리" 루시와 윌리엄 하비 딩킨스 주니어의 아들이었다. 모친은 가사 노동자였고 부친은 이발사이자 부동산 중개인이었다. 자신의 부친에 의하여 자라왔으며 데이비드가 6세때 부모가 헤어졌다. 딩킨스는 트렌턴으로 돌아오기 전에 어린이로서 할렘으로 이주하였다. 그는 트렌턴 센트럴 고등학교에서 수학하여 자신의 클래스의 톱 10 퍼센트에 1945년 졸업하였다 졸업에 딩킨스는 미국 해병대에 입대하려고 했으나 인종 할당량이 채워졌다는 것이 말해졌다. 미국 북동부를 여행한 후, 그는 결국 자신의 말에 "니그로 해을 위하여 그들의 할당량이 채워지지 않았던" 것에 모집소를 찾았는 데 딩킨스가 신병훈련소를 끝내기 전에 제2차 세계 대전이 끝났다. 1945년 7월부터 1946년 8월을 통하여 해병대에 복무한 그는 일등병 계급에 올랐다. 딩킨스는 미국 상원과 미국 하원에 의하여 의회 금메달이 수여된 몬트퍼드 포인트 해병들 중에 있었다.
1950년 딩킨스는 수학에서 학사학위와 함께 하워드 대학교를 졸업하였다. 1956년 그는 브루클린 법학 대학원으로부터 법학 학위를 받았다.

## 정치 경력
1956년부터 1975년까지 사법 업무를 유지한 동안 딩킨스는 할렘에서 민주당 조직을 통하여 올라가 J. 레이몬드 존스의 비호 아래 카버 민주당 클럽에서 시작하였다. 그는 데니 패럴, 퍼시 서튼, 베이즐 패터슨과 찰스 랭겔을 포함한 아프리카계 미국인 정치인들의 영향적인 단체의 일부가 되었고 후자의 세명은 딩킨스와 함께 "4인방"으로 알려졌다. 투자가로서 딩킨스는 1971년 퍼시 서튼이 이너 시티 방송 회사를 창립하는 것에 도움을 준 50명의 아프리카계 미국인 투자가들 중의 하나였다.
1966년 딩킨스는 뉴욕주 의회의 의원으로 잠시 지냈다. 그는 뉴욕 시장 에이브러햄 빔에 의하여 부시장으로서 후보로 올랐으나 최후적으로 임명되지 않았다. 그후에 딩킨스는 뉴욕 선거위원회의 회장 (1972년-1973년)과 뉴욕의 서기 (1975년-1985년)을 지냈다. 1985년 그는 맨해튼의 총재직을 위하여 자신의 3번째 출마에 선출되었다. 1989년 11월 7일 딩킨스는 뉴욕의 시장으로 선출되어 민주당 예비 선거에서 현직 시장 에드 코흐와 다른 2명을, 그리고 총선에서 공화당 후보 루돌프 줄리아니를 꺾었다. 딩킨스는 랍비 메나헴 멘델 슈니어슨을 방문하여 그의 축복과 지지를 구하였다.
딩킨스는 몇몇의 뉴욕의 민주당 당수들을 연루한 부패로 인하여 선출되었다. 추정 민주당 후보자 코흐 시장은 자신의 행정부와 인종 문제들을 다루는 것에 정치적으로 부패에 의하여 손상을 입었고 후보들 중에 딩킨스는 그의 거대한 도전자였다. 추가적으로 딩킨스가 아프리카계 미국인인 사실은 백인들에게 캠페인을 벌이면서 그가 흑인들의 투표를 무시하고 있었다는 비판을 피하는 도움을 주었다. 자신의 선거로 아프리카계 미국인의 투표율이 높으면서도 딩킨스는 도시를 통하여 캠페인을 벌였다. 딩킨스의 캠페인 매니저는 그의 부시장들 중의 하나가 된 정치 조언자 윌리엄 린치 주니어였다.

## 시장 재임
딩킨스는 인종적 치유를 약속하는 직무에 들어가 유명하게 뉴욕의 인구통계학적 다양성에 "화려한 모자이크"로 나타냈다. 모든 종류의 강력범죄를 포함하여 대부분의 범죄율은 그의 4년 기간의 마지막 36개월 동안 연속 하락세를 보여 30년간 상승 나선을 끝내고 그의 임기 후에도 계속 하락율의 추세를 시작하였다. 쇠퇴에 불구하고 딩킨스는 자신의 행정부 동안 범죄가 통제할 수 없다는 인식에 상처를 입었다. 딩킨스는 또한 경찰국을 25 퍼센트 가까이 확장시킨 기용 프로그램을 시작하였다.
뉴욕 타임스는 "그는 수천명의 경찰관들을 기용하는 데 세금을 바치는 데 뉴욕주 입법부의 허락을 얻었고 그는 수만명의 10대들을 거리에서 쫓아낸 수상 경력이 있는 계획으로 저녁까지 학교를 열 수 있도록 범죄 방지 자금 제공의 일부를 보존하는 데 싸웠다."고 보고하였다.
시장직에서 자신의 최종 세월 동안 딩킨스는 청소부들과 마지막 순간의 협상들을 일어 아마도 쓰레기 제거의 공공 상태를 보존하기 위해서이다. 1993년 시장 선거에서 딩킨스를 꺾은 루돌프 줄리아니는 딩킨스가 교육부에 딩킨스의 임명자 빅터 고트바움의 사임을 계획 세웠을 때 딩킨스를 "값싼 정치적 속임수"로 비난하여 직무에서 6개월간 고트바움의 대체를 보증하였다. 딩킨스는 또한 USTA 국립 테니스 센터와 함께 마지막 순간 99년 임대에 서명하였다. 이벤트의 총수입에 근거를 둔 뉴욕을 위하여 비용을 협상하면서 딩킨스 행정부는 뉴욕 양키스, 뉴욕 메츠, 뉴욕 닉스와 뉴욕 레인저스가 매년 합쳐진 것보다 뉴욕으로 더많은 경제적 이익을 가져오는 US 오픈가 함께 거래를 하였다. 도시의 수익 창출 이벤트들 패션 위크, 레스토랑 위크와 브로드웨이 온 브로드웨이가 전부 딩킨스 아래 창조되었다.
딩킨스의 기간은 패밀리 레드 애플 보이콧, 브루클린 플랫부시에서 한국인 소유의 식료품 보이콧과 1991년 크라운 하이츠 폭동 같은 양극화 사건들로 표시되었다. 렘릭 넬슨은 폭동이 일어난 동안 양켈 로젠바움 살인 혐의로 무죄 선고를 받았다. 넬슨 판결에 관하여 딩킨스는 "난 이 경우 형사 사법 제도는 공정하고 공개적으로 운영되었던 것에 의심의 여지가 없다"고 말했다. 이후에 그는 자신의 회고록에 "난 그 판결을 이해하는 데 지속적으로 실패한다"고 썼다.
2009년 딩킨스 행정부를 회상한 뉴욕 타임스에서 보고는 다음과 같이 그 성과들을 요약하였다. -
- 뉴욕의 범죄율을 줄이고 뉴욕경찰국의 크기를 증가시키며 경찰청장으로서 레이몬드 W. 켈리의 기용에 중요한 성과들
- 구 42번가 극장을 재활하는 데 월드 디즈니 주식회사를 설득한 것을 포함하여 타임스 스퀘어의 청소와 활력
- 상당한 예산 제약에 불구하고 북부 할렘, 사우스 브롱크스와 브루클린에서 낡은 주택의 재활에 주요 위탁 - 줄리아니가 2개의 기간에 한 것보다 단 하나의 기간에 더욱 많은 주택이 재활되었다
- 뉴욕 시장 마이클 블룸버그가 "도시 뿐만 아니라 시골에서도 유일한 운동장 거래"로 부른 그 최종의 형성에 있던 USTA 임대
- 정신-보건 시설 계획
- 20년의 세월에 도시의 노숙 인구의 크기를 그 가장 낮은 포인트로 줄인 정책들과 활동들

## 1993년 선거
1993년 딩킨스는 4년전 선거의 리매치에서 공화당원 줄리아니에게 패하였다. 딩킨스는 투표의 48.3 퍼센트를 얻어 1989년에 51 퍼센트로부터 내려갔다. 그의 패배의 한가지 요소는 크라운 하이츠 폭동이 일어난 동안 유대인 공동체의 곤경에 대한 그의 무관심이었다. 또다른 것은 스태튼아일랜드에서 줄리아니를 위한 강한 투표일이었으며 뉴욕으로부터 스태튼아일랜드의 탈퇴에 관한 국민투표가 뉴욕주지사 마리오 쿠오모와 뉴욕주 입법부에 의한 그해 투표 용지에 올려졌다. 딩킨스는 맨패튼, 브루클린과 브롱크스에서 줄리아니를 편리하게 꺾었으나 다른 2개의 자치구에서 줄리아니의 마진은 이길 만큼 충분히 컸다.

## 이후의 경력
1994년 이래 딩킨스는 컬럼비아 대학교 국제 및 공무 학원에서 교수를 지냈다. 1995년 이래 컬럼비아 대학교는 해마다의 데이비드 N. 딩킨스 리더십과 공공정책 포럼을 개최하였다. 포럼의 기조 연설자들은 앨 고어, 힐러리 클린턴, 마이클 블룸버그, 커스틴 질리브랜드 같은 현저한 뉴욕주와 국가 지도자들을 포함하였다.
딩킨스의 라디오 프로그램 〈Dialogue with Dinkins〉는 1994년부터 2014년까지 뉴욕에서 WLIB 라디오에 나왔다.
자신이 정치 복귀를 시도하지 않았어도 딩킨스는 정치에서 어느 정도 활동적이었고 2001년 시장 경주에서 마크 J. 그린을 포함한 다양한 후보자들의 자신의 지지는 널리 알려졌다. 그는 뉴욕 시장 선거들에서 페르난도 페레르 (2005년), 빌 톰슨 (2009년)과 빌 디블라지오 (2013년)를 성원하였다. 2004년 민주당 대통령 예비 선거들이 있던 동안 딩킨스는 웨슬리 클라크를 위하여 지지하고 활동적으로 캠페인을 벌였다. 2008년 민주당 대통령 후보 지명을 위한 캠페인에서 딩킨스는 힐러리 클린턴을 위하여 뉴욕주로부터 선출된 사절단을 지냈다.

## 회고록
피터 노블러와 함께 쓴 딩킨스의 회고록 〈시장의 인생 ː 뉴욕의 화려한 모자이크를 지배하며〉가 2013년에 출판되었다.

## 사망
2013년 10월 31일 딩킨스는 폐렴 치료를 위하여 입원하였다. 3년 후 2월 19일 다시 폐렴으로 입원하였다가 2020년 11월 23일 어퍼이스트사이드의 저택에서 93세의 나이로 사망하였다.

## 역대 선거 결과
| 선거명      | 직책명                     | 대수  | 정당        | 득표율 | 득표수    | 결과 | 당락               |
| ----------- | -------------------------- | ----- | ----------- | ------ | --------- | ---- | ------------------ |
| 1965년 선거 | 하원의원 (뉴욕 제78선거구) | 176대 | 민주당      | 54.19% | 12,173표  | 1위  | 뉴욕 주의원 당선   |
| 1981년 선거 | 맨해튼 구청장              | 22대  | 뉴욕 자유당 | 33.28% | 88,236표  | 2위  | 낙선               |
| 1985년 선거 | 맨해튼 구청장              | 23대  | 민주당      | 77.47% | 158,757표 | 1위  | 맨해튼 구청장 당선 |
| 1989년 선거 | 뉴욕 시장                  | 106대 | 민주당      | 50.42% | 917,544표 | 1위  | 뉴욕 시장 당선     |
| 1993년 선거 | 뉴욕 시장                  | 107대 | 민주당      | 47.98% | 876,896표 | 2위  | 낙선               |